# Dasyrhicnoessa phyllodes
Dasyrhicnoessa phyllodes är en tvåvingeart som beskrevs av Mitsuhiro Sasakawa 1994. Dasyrhicnoessa phyllodes ingår i släktet Dasyrhicnoessa och familjen Canacidae. Inga underarter finns listade i Catalogue of Life.